# Gorges de l'Arrondine
Les gorges de l'Arrondine sont des gorges de France situées en Savoie, dans les contreforts méridionaux de la chaîne des Aravis.
Elles constituent sur cinq kilomètres entre La Giettaz et Flumet le cours inférieur de l'Arrondine qui prend sa source au pied du Croisse Baulet au nord-est et conflue dans l'Arly à Flumet, au début des gorges de l'Arly. Le lit de la rivière situé entre 1 050 et 850 mètres d'altitude et entouré par des sommets dépassant les 1 800 mètres d'altitude à la Croix Cartier ou à la tête du Torraz ce qui confèrent aux gorges une profondeur d'environ 1 000 mètres. Elles sont traversées par la route départementale 909 qui relie Flumet à Annecy via le col des Aravis.

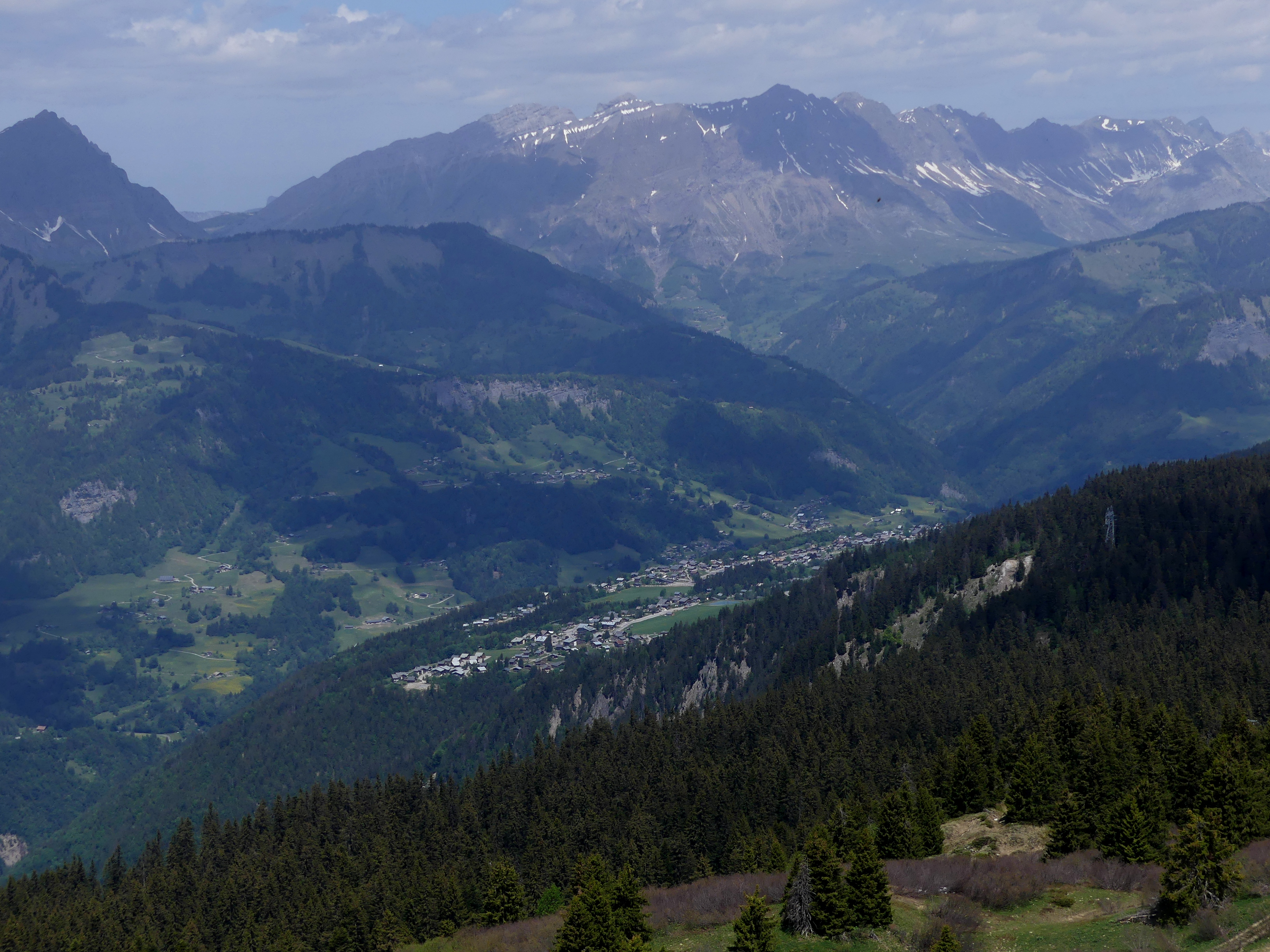
Vue depuis le signal de Bisanne au sud de la partie centrale de la chaîne des Aravis avec à ses pieds l'entaille des gorges de l'Arrondine ; au premier plan, le village de Crest-Voland.

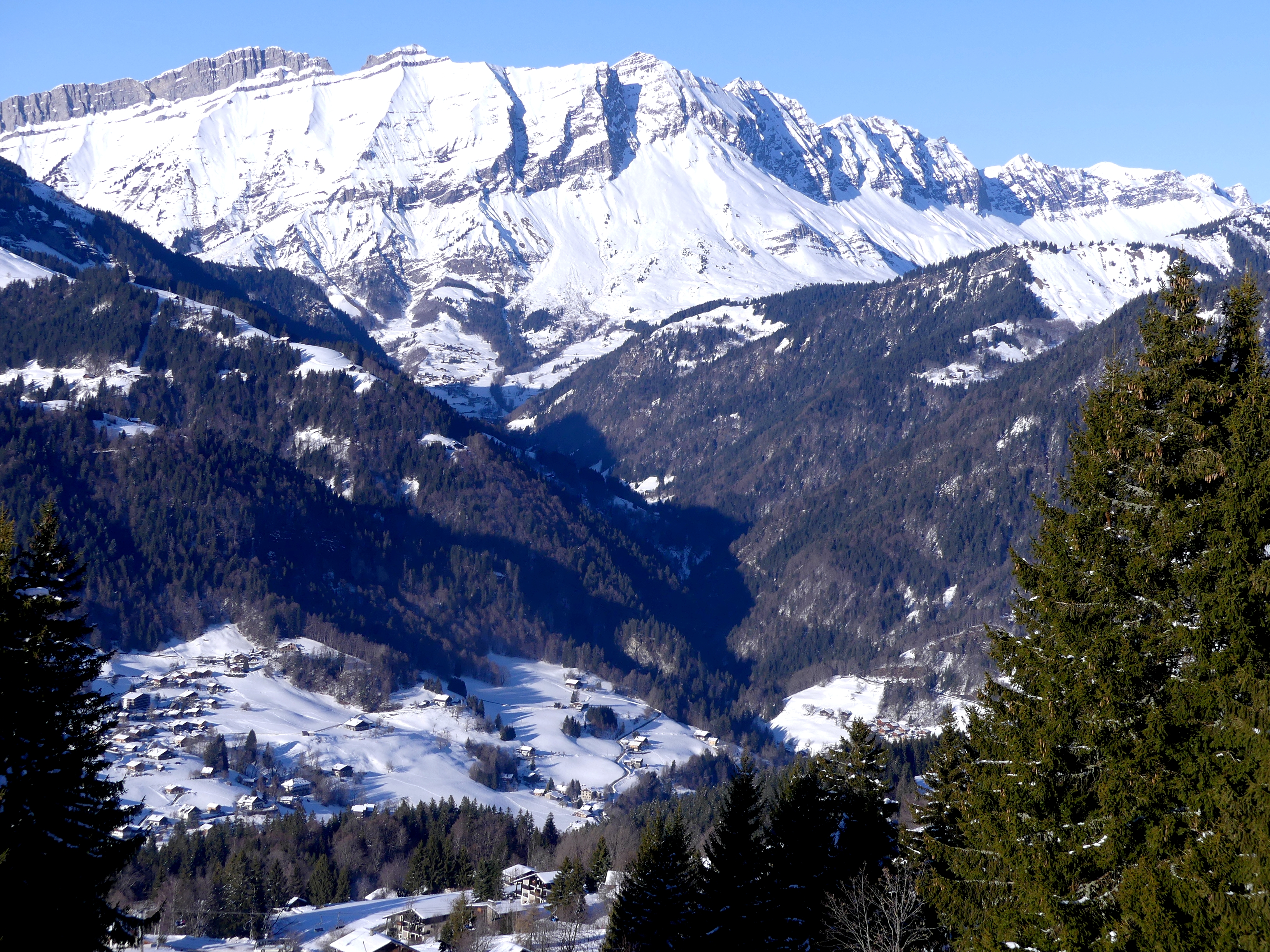
Vue hivernale des gorges de l'Arrondine dominées par la chaîne des Aravis depuis Crest-Voland au sud.